# Greg Minnaar
Pour les articles homonymes, voir Minnaar.
Greg Minnaar, né le 13 novembre 1981 à Pietermaritzburg, est un VTTiste sud-africain. Spécialiste de descente sprint, il est champion du monde de cette discipline en 2003, 2012, 2013 et 2021. Au cours de sa carrière il remporte également le classement général de la coupe du monde en 2001, 2005 et 2008.
En juin 2015, il fait partie des treize cyclistes élus à la Commission des Athlètes au sein de l'UCI. Il est le recordman du nombre de victoires de manches en Coupe du monde de descente, avec 22 victoires. Il est également depuis le 4 juin 2017, le premier pilote à avoir remporté une manche de Coupe du monde de descente sur un VTT de 29 pouces.

## Palmarès

### Championnats du monde
- Descente
  -  Médaillé d'or en 2003 en 2012[3], 2013 et 2021.
  -  Médaillé d'argent en 2004, 2006, 2009 et 2015
  -  Médaillé de bronze en 2001, 2005 et 2010

### Coupe du monde
- Coupe du monde de descente (3)
  - 9e en 2000
  - 1er en 2001, vainqueur d'une  manche
  - 9e en 2002
  - 4e en 2003
  - 9e en 2004, vainqueur d'une  manche
  - 1er en 2005, vainqueur de 3 manches
  - 3e en 2006
  - 6e en 2007
  - 1er en 2008, vainqueur de 3 manches
  - 2e en 2009, vainqueur de 3 manches
  - 2e en 2010, vainqueur de 2 manches
  - 2e en 2011, vainqueur de 2 manches
  - 2e en 2012, vainqueur d'une  manche
  - 3e en 2013
  - 7e en 2014
  - 4e en 2015, vainqueur de 2 manches
  - 4e en 2016, vainqueur d'une  manche
  - 3e en 2017, vainqueur de 2 manches
  - 43e en 2018
  - 6e en 2019
  - 3e en 2020, vainqueur d'une manche
  - 15e en 2021
  - 10e en 2022
  - 15e en 2023
  - 16e en 2024
- Coupe du monde de 4-cross
  - 6e en 2003
- Coupe du monde de dual-slalom
  - 7e en 2001

### Championnats d'Afrique du Sud
- Champion d'Afrique du Sud de descente : 2008